# Магомедов Руфат Султанбекович
Руфат Султанбекович Магомедов (6 травня 1992) — український дзюдоїст. Майстер спорту України. Представляє Дніпропетровську область. Бронзовий призер літніх Паралімпійських ігор 2020 у Токіо.

## Спортивні досягнення
- Чемпіон світу 2019 року
- Бронзовий призер Чемпіонату Європи 2019 року
- Срібний призер Кубку світу 2019 року